# Polytylites
Polytylites is een geslacht van uitgestorven kreeftachtigen uit de klasse van de Ostracoda (mosselkreeftjes).

## Soorten
- Polytylites alabamensis Ehrlich, 1964 †
- Polytylites ambitus Cooper, 1941 †
- Polytylites biforatus (Croneis & Thurman, 1939) Cooper, 1941 †
- Polytylites bradfieldi (Croneis & Funkhouser, 1939) Cooper, 1941 †
- Polytylites concavus (Croneis & Bristol, 1939) Cooper, 1941 †
- Polytylites coryelli Elias, 1958 †
- Polytylites crassus Cooper, 1941 †
- Polytylites directus Cooper, 1941 †
- Polytylites diversus Cooper, 1941 †
- Polytylites dorsoceratus Blumenstengel, 1975 †
- Polytylites elongatus (Croneis & Bristol, 1939) Cooper, 1941 †
- Polytylites fossilis (Croneis & Thurman, 1939) Cooper, 1941 †
- Polytylites geniculatus Cooper, 1941 †
- Polytylites grovei (Croneis & Gutke, 1939) Cooper, 1941 †
- Polytylites inornatus (Roth, 1929) Crasquin-Soleau in Crasquin-Soleau & Orchard, 1994 †
- Polytylites kellettae (Kummerow, 1939) Sohn, 1961 †
- Polytylites kellettae Elias, 1958 †
- Polytylites kitanipponicus Ishizaki, 1964 †
- Polytylites levinsoni Elias, 1958 †
- Polytylites lobatus Harris & Jobe, 1956 †
- Polytylites magnituberosus Wang, 1978 †
- Polytylites mariae Pribyl, 1962 †
- Polytylites missouriensis (Brayer, 1952) Sohn, 1961 †
- Polytylites nodobliquus (Croneis & Gale, 1939) Cooper, 1941 †
- Polytylites nodosus (Roth, 1929) Sohn, 1961 †
- Polytylites pegnensis Becker & Sanchez De Posada, 1977 †
- Polytylites quincollinus (Harlton, 1929) Cooper, 1941 †
- Polytylites rabieni Becker, 1971 †
- Polytylites radiatus (Jones & Kirkby, 1885) Sohn, 1961 †
- Polytylites reticulatus Cooper, 1941 †
- Polytylites rugenzevi Tschigova, 1960 †
- Polytylites similis (Croneis & Gale, 1939) Cooper, 1941 †
- Polytylites simplex Hou, 1954 †
- Polytylites sohni Pribyl & Pek, 1987 †
- Polytylites sublineatus (Croneis & Thurman, 1939) Cooper, 1941 †
- Polytylites suboblongus Wang, 1978 †
- Polytylites superus (Croneis & Gale, 1939) Cooper, 1941 †
- Polytylites tiaomajianensis Sun, 1978 †
- Polytylites torosus Buschmina, 1979 †
- Polytylites tricollinus (Jones & Kirkby, 1886) Cooper, 1941 †
- Polytylites trilobus (Croneis & Gale, 1939) Cooper, 1941 †
- Polytylites websteri Mcguire, 1966 †
- Polytylites wilsoni (Croneis & Gutke, 1939) Cooper, 1941 †